# Pedro Pegenaute
Pedro Penegaute Garde (Mélida, 22 de febrero de 1948) es un historiador y político español nacido en Navarra.

## Biografía
Cursó el bachillerato en el Instituto Ximénez de Rada de Pamplona, y se graduó en Magisterio en la Escuela Normal Huarte de San Juan de Pamplona. Tras ejercer unos años como maestro en Murillo el Fruto, estudió Filosofía y Letras en la Universidad de Navarra, donde se doctoró en 1975. En 1973 formó parte del primer centro de profesores de la Universidad Nacional de Educación a Distancia (UNED) en Pamplona. Se especializó como profesor de historia contemporánea.
Durante la Transición democrática militó en el Partido Demócrata Liberal, que posteriormente se integró en la Unión de Centro Democrático (UCD). En las elecciones generales de 1977 y 1979 fue elegido por la circunscripción electoral de Navarra, diputado al Congreso en la lista de UCD. Durante este tiempo fue asesor del ministro José Pedro Pérez Llorca, pero en diciembre de 1979 renunció al escaño, disconforme con algunos términos del Estatuto de Guernica aprobado para el País Vasco, en concreto por discrepar de la interpretación del  artículo 47.2 del Estatuto sobre la posibilidad de que mediante un referéndum, Navarra pudiera formar parte en el futuro del País Vasco.
Abandonó la política activa y trabajó unos años en el sector bancario. En 1982 reapareció como secretario general adjunto de Coalición Popular en Navarra y promovió la Asociación de Amigos de Navarra. Integrado en Alianza Popular, fue elegido diputado en las elecciones al Parlamento de Navarra de 1983 y 1987, legislaturas en las que fue presidente de la Comisión de Educación y Cultura del Parlamento de Navarra. En 1991 de nuevo cambió de formación política para ingresar en Unión del Pueblo Navarro (UPN), y ocupó diversos cargos en la administración foral navarra: fue inspector de educación y servicios, director del Servicio de Enseñanza e Investigación (1996), director general de Universidades y Política lingüística (2000) y director general de Administración Local. En 2011 fue nombrado director del Centro Navarro de Autoaprendizaje de Idiomas (CNAI).

## Obras
- Represión política en el reinado de Fernando VII (1975)
- Las comisiones militares 1824-1825 (1975)
- Geografía e Historia de España (1977)
- La reforma de Martín Garay en Anguta (La Rioja) (1978)
- Las clases trabajadoras en Navarra (1877-1899) (1978)